# Pratt Institute
L'Institut Pratt (nom original en anglès: Pratt Institute) és una universitat privada que té el seu campus principal a Brooklyn, Nova York. Compta amb un campus satèl·lit a Manhattan i una extensió a Utica (Nova York) (Pratt MWP). L'escola es va originar el 1887 amb programes principalment d'enginyeria, arquitectura i belles arts. Comprèn un total de sis escoles. L'Institut és conegut principalment per l'alt nivell dels seus programes d'arquitectura, disseny d'interiors i disseny industrial, i ofereix plans d'estudis tant de pregrau com de màster en una gran varietat de camps, amb un fort enfocament en la recerca.